# XXIIe siècle
Le XXIIe siècle (ou 22e siècle) commencera le 1er janvier 2101 et se finira le 31 décembre 2200.
Il s'étend entre les jours juliens 2 488 434,5 et 2 524 958,5,.

## Calendrier

### Types d'années
| Décennies | … 0 | … 1 | … 2 | … 3 | … 4 | … 5 | … 6 | … 7 | … 8 | … 9 |
| --------- | --- | --- | --- | --- | --- | --- | --- | --- | --- | --- |
| 210 …     | C   | B   | A   | G   | FE  | D   | C   | B   | AG  | F   |
| 211 …     | E   | D   | CB  | A   | G   | F   | ED  | C   | B   | A   |
| 212 …     | GF  | E   | D   | C   | BA  | G   | F   | E   | DC  | B   |
| 213 …     | A   | G   | FE  | D   | C   | B   | AG  | F   | E   | D   |
| 214 …     | CB  | A   | G   | F   | ED  | C   | B   | A   | GF  | E   |
| 215 …     | D   | C   | BA  | G   | F   | E   | DC  | B   | A   | G   |
| 216 …     | FE  | D   | C   | B   | AG  | F   | E   | D   | CB  | A   |
| 217 …     | G   | F   | ED  | C   | B   | A   | GF  | E   | D   | C   |
| 218 …     | BA  | G   | F   | E   | DC  | B   | A   | G   | FE  | D   |
| 219 …     | C   | B   | AG  | F   | E   | D   | CB  | A   | G   | F   |

## Évènements astronomiques prévus pour leXXIIesiècle

### Liste des longues éclipses solaires centrales
- 8 décembre 2113 : Éclipse annulaire[3], (9 min 35 s), du saros 134.
- 3 juin 2114 : Éclipse totale[4], (6 min 32 s), du saros 139.
- 19 décembre 2131 : Éclipse annulaire[5], (10 min 14 s), du saros 134.
- 13 juin 2132 : Éclipse totale[6], (6 min 55 s), du saros 139.
- 30 décembre 2149 : Éclipse annulaire[7], (10 min 42 s), du saros 134.
- 25 juin 2150 : Éclipse totale[8], (7 min 14 s), du saros 139.
D'une totalité supérieure à 7 minutes, ce sera la première fois que cela arrivera en 177 ans.
La dernière fois fut l'éclipse du 30 juin 1973[9], durant laquelle le Concorde l'a poursuivie durant 74 min.
- 10 janvier 2168 : Éclipse annulaire[10], (10 min 55 s), du saros 134, « couronnant » cette série.
- 5 juillet 2168 : Éclipse totale[11], (7 min 26 s), du saros 139.
- 20 janvier 2186 : Éclipse annulaire[12], (10 min 53 s), du saros 134.
- 16 juillet 2186 : Éclipse totale[13], (7 min 29 s), du saros 139, « couronnant » cette série.
→ Éclipse totale très proche du maximum théorique, à quelques secondes près !
Elle est ainsi prévue d'être la plus longue éclipse totale d'une période de 10 000 ans : de 4000 av. J.-C. à 6000 de notre ère[14].

### Autres phénomènes
- 4 mai 2102 : L'astéroïde, nommé 2004 VD17 (découvert le 7 novembre 2004, mesurant ~500 mètres de long et d'une masse estimée de plusieurs centaines de millions de tonnes), serait susceptible d'entrer en collision avec la Terre.
La probabilité donnée pour cette collision a été réévaluée, et est désormais considérée comme négligeable (-4,91 sur l'échelle de Palerme).[réf. nécessaire]
- 21 août 2104 à 01:18 UTC : Vénus occultera Neptune[15].
- Août 2113 : première fois que Pluton arrivera à son aphélie depuis sa découverte.
- 11 décembre 2117 : transit de Vénus. 1er transit suivant le doublet du XXIe siècle.
- 2123 : triple conjonction Mars-Jupiter.
- 14 septembre 2123 à 15:28 UTC : Vénus occultera Jupiter[15].
- 8 décembre 2125 : transit de Vénus. 2e transit du doublet du XXIIe siècle.
- 29 juillet 2126 à 16:09 UTC : Mercure occultera Mars[15].
- 10 mars 2130 à 07:32 UTC : le Soleil passera par le barycentre du système solaire.[réf. nécessaire]
- 3 décembre 2133 à 14:13 UTC : Mercure occultera Vénus[15].
- Mars 2134 : la comète de Halley reviendra à son périhélie.
- 2148 : triple conjonction Mars-Saturne.
- 2170 : triple conjonction Mars-Jupiter.
- 23 mars 2178 : étant donné que la période de révolution de Pluton est d'approximativement 248 années terrestres, ce sera le premier « anniversaire plutonien » après la découverte de la planète naine, en 1930.
- 2185 : triple conjonction Mars-Saturne.
- 2187 : triple conjonction Mars-Saturne.
- 2 septembre 2197 : Vénus occultera l'étoile Spica ; la dernière occultation de Spica par Vénus s'est produite le 10 novembre 1783.[réf. souhaitée]

## Autres

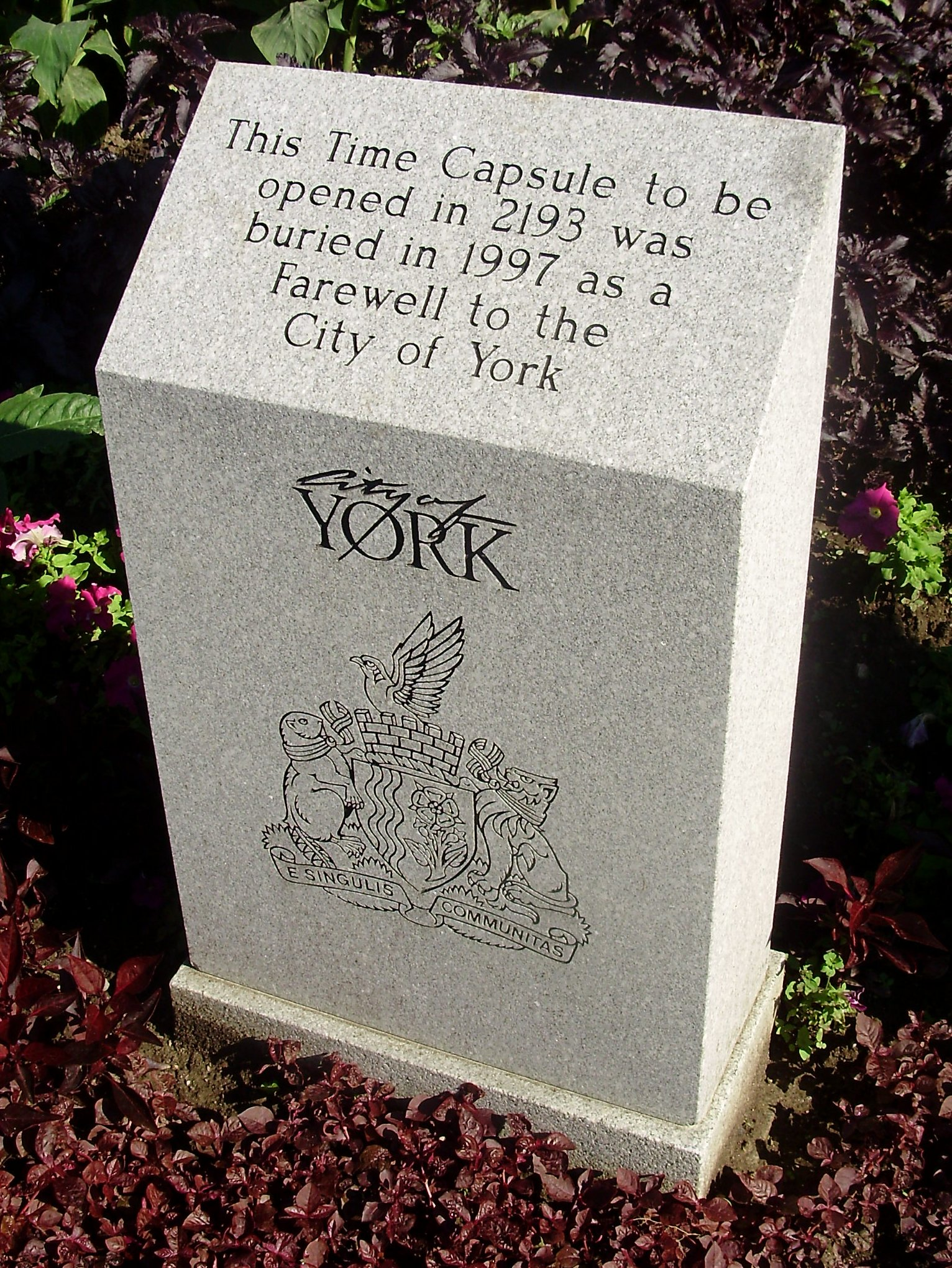
Capsule temporelle enfouie en 1997 dans le Civic Center de Toronto, pour n'être ouverte qu'en 2193, à l'occasion du de la fondation de la ville.

## Liens avec la science-fiction

### Littérature
- Le roman La Cité du grand juge d'A. E. van Vogt se déroule en 2140.
- Le roman Péplum de l'auteure belge Amélie Nothomb narre la grande guerre du XXIIe siècle.
- Le roman Titania 3.0 de l'auteure Pauline Pucciano se déroule au XXIIe siècle.

### Bandes-dessinées
- La saga de bande-dessinée Les Mondes d'Aldébaran se déroule en fin du XXIIe siècle, avec une chronologie très détaillée.

### Films
- Le film Judge Dredd, réalisé par Danny Cannon, se déroule en 2139.
- Le film Wonderful Days, réalisé par Kim Moon-saeng et Park Sun-min, se déroule en 2142.
- Le film Avatar, réalisé par James Cameron, se déroule en 2154.
- Le film Avatar : La Voie de l'eau, réalisé par James Cameron, se déroule principalement en 2170.
- Le film Alien : le huitième passager, mis en scène par Ridley Scott, se déroule en 2122.
- Le film Elysium, réalisé par Neill Blomkamp, se déroule en 2154.
- Le film Matrix se déroule en 2199.

### Télévision
- La série Star Trek : Enterprise commence en 2151.
- La série télévisée Terra Nova se déroule en 2149.
- La série animée Sherlock Holmes au XXIIe siècle.
- L'épisode En route vers l'infini de Cosmos 1999 narre un contact entre la base lunaire et Texas City sur Terre en 2120.

### Jeux vidéo
- Les jeux vidéo de la série Mega Man X prennent place dans ce siècle.
- Les jeux vidéo de la série Zone of the Enders se déroulent dans les années 2170.
- Les jeux vidéo de la série Mass Effect prennent place dans les années 2180.
- Le jeu vidéo System Shock 2 se déroule en 2144.
- Le jeu vidéo Battlefield 2142 se déroule durant les années 2140, lors d'une nouvelle ère glaciaire.